# ZZ Ceti (Ross 548)
Ross 548 là một ngôi sao trong chòm sao xích đạo của Chòm sao Cetus. Với độ lớn thị giác biểu kiến trung bình là 14,2, nó quá mờ để có thể nhìn thấy bằng mắt thường. Dựa trên các phép đo thị sai, nó nằm ở khoảng cách 107 năm ánh sáng từ Mặt Trời. Nó được tìm thấy là có thể thay đổi vào năm 1970 vào năm 1972, nó được đặt tên là sao biến đổi ZZ Ceti. Đây là một ngôi sao lùn trắng xung động thuộc loại DAV là nguyên mẫu của lớp biến tần ZZ Ceti.